# Siegfried Lenz
Siegfried Lenz (Ełk, Prusia Oriental, 17 de marzo de 1926 - Hamburgo, 7 de octubre de 2014) fue un escritor alemán; uno de los más conocidos autores de novelas y relatos en la literatura alemana de postguerra y contemporánea. 

## Biografía
Siegfried Lenz nació en Lyck, Prusia Oriental (actualmente Ełk, Polonia), hijo de un funcionario de aduanas. Según documentos publicados en junio de 2007, se afilió al Partido Nazi a los 18 años, el 20 de abril de 1944, junto con otros autores y personalidades alemanas como Dieter Hildebrandt y Martin Walser. Sin embargo, Lenz declaró posteriormente que había sido incluido en una «afiliación» colectiva al Partido sin su conocimiento. En la Segunda Guerra Mundial fue soldado de la Kriegsmarine alemana y sirvió como Fähnrich zur See (cadete de oficial) en el Admiral Scheer, el crucero auxiliar alemán Hansa, y durante un breve periodo en Naestved (Dinamarca). Poco después de la rendición alemana en Lüneburg Heath desertó y fue retenido brevemente como prisionero de guerra en Schleswig-Holstein. A continuación trabajó como intérprete para el ejército británico.En la Universidad de Hamburgo estudió filosofía, inglés e historia de la literatura. Sus estudios se interrumpieron tempranamente cuando entró como becario en el diario Die Welt, donde trabajó como redactor de 1950 a 1951. Allí conoció a su futura esposa, Liselotte, con la que se casó en 1949.
En 1951, Lenz utilizó el dinero que había ganado con su primera novela, Habichte in der Luft («Halcones en el aire»), para financiar un viaje a Kenia. Durante su estancia allí, escribió sobre el levantamiento Mau Mau en su relato «Lukas, sanftmütiger Knecht» («Lucas, gentil sirviente»). Después de 1951, Lenz trabajó como escritor freelance en Hamburgo, donde se unió al grupo de escritores del Grupo 47. Junto con Günter Grass, se comprometió con el Partido Socialdemócrata y defendió la Ostpolitik de Willy Brandt. Partidario del acercamiento a Europa del Este, formó parte de la delegación alemana en la firma del Tratado de Varsovia (1970). En octubre de 2011, fue nombrado ciudadano honorario de su ciudad natal, Ełk, que había pasado a ser polaca a raíz de los cambios fronterizos promulgados en la Conferencia de Potsdam de 1945.
En 2003, Lenz se afilió a la Verein für deutsche Rechtschreibung und Sprachpflege (Sociedad para la Ortografía y el Cultivo de la Lengua Alemana) para protestar contra la reforma ortográfica alemana de 1996.
Su esposa, Liselotte, murió en 2006 tras 57 años de matrimonio. Cuatro años más tarde se casó con su vecina Ulla, de 74 años, que le había ayudado tras la muerte de su esposa. Siegfried Lenz falleció a los 88 años el 7 de octubre de 2014 en Hamburgo.
Tras su muerte, se publicó una novela inédita, Der Überläufer («El traidor»), que Lenz había escrito en 1951. Encontrada entre sus pertenencias, es una novela sobre un soldado alemán que deserta a las fuerzas soviéticas.

## Premios y reconocimientos
En 1988, Lenz recibió el Premio de la Paz del Comercio Librero Alemán, galardón que se concede anualmente en la Feria del Libro de Fráncfort. El Premio Goethe de Fráncfort del Meno (Goethepreis der Stadt Frankfurt) le fue concedido a Lenz en 1999. Un año después, Lenz fue distinguido con la máxima condecoración de Hamburgo, la ciudadanía honoraria. En 2004, Lenz fue nombrado ciudadano honorario de Schleswig Holstein y, en octubre de 2011, ciudadano honorario de su ciudad natal, Ełk (Lyck). En 2010 ganó el Premio Internacional Nonino de Italia.
El Premio Siegfried Lenz es un galardón literario que concede cada dos años, en Hamburgo, la Fundación Siegfried Lenz. El premio se concede a «escritores internacionales que hayan obtenido reconocimiento con su obra narrativa y cuyo trabajo creativo se acerque al espíritu de Siegfried Lenz». Un jurado de cinco miembros nombrados por la Fundación selecciona a los ganadores. El premio está dotado con 50.000 euros, lo que lo sitúa entre los galardones literarios mejor dotados de Alemania. El premio fue iniciado por Siegfried Lenz en 2014, antes de su fallecimiento en octubre de ese año.

## Obra
- Es waren Habichte in der Luft, novela, 1951
- Duell mit dem Schatten, novela, 1953
- So zärtlich war Suleyken, relatos breves, 1955
- Das schönste Fest der Welt, 1956
- Das Kabinett der Konterbande, 1956
- Der Mann im Strom, novela, 1957
- Jäger des Spotts. Geschichten aus dieser Zeit, relatos, 1958
- Lukas, sanftmütiger Knecht, relato, 1958
- Brot und Spiele, novela, 1959
- Das Feuerschiff, relatos, 1960.
- Zeit der Schuldlosen, obra escénica, 1961
- Stimmungen der See, relatos, 1962
- Stadtgespräch, novela, 1963
- Das Gesicht, obra escénica, 1964
- Lehmanns Erzählungen, relatos, 1964
- Der Spielverderber, relato, 1965
- Haussuchung, obra escénica, 1967
- Deutschstunde, novela, 1968
- Leute von Hamburg, relato, 1968
- Beziehungen, ensayo, 1970
- Die Augenbinde, obra escénica, 1970
- Die Herrschaftssprache der CDU, discurso, 1971
- Verlorenes Land - Gewonnene Nachbarschaft, discurso, 1971
- So war das mit dem Zirkus, obra infantil, 1971
- Das Vorbild, novela, 1973 (edición completa: febrero de 1979)
- Wie bei Gogol, relato, 1973
- Der Geist der Mirabelle, relato, 1975
- Einstein überquert die Elbe bei Hamburg, relato, 1975
- Heimatmuseum, novela, 1978
- Drei Stücke, obra escénica, 1980
- Gespräche mit Manès Sperber und Leszek Kołakowski, conversaciones, 1980
- Der Verlust, novela, 1981
- Über Phantasie: Gespräche mit Heinrich Böll, Günter Grass, Walter Kempowski, Pavel Kohout, conversaciones, 1982
- Elfenbeinturm und Barrikade. Erfahrungen am Schreibtisch, ensayos, 1983
- Ein Kriegsende, relato, 1984
- Exerzierplatz, novela, 1985
- Das serbische Mädchen, relato, 1987
- Die Klangprobe, novela, 1990
- Über das Gedächtnis. Reden und Aufsätze, discursos y ensayos, 1992
- Die Auflehnung, novela, 1994
- Ludmilla, novela, 1996
- Über den Schmerz, ensayo, 1998
- Arnes Nachlaß, novela, 1999
- Mutmaßungen über die Zukunft der Literatur, ensayo, 2001
- Fundbüro, novela, 2003
- Zaungast, 2004
- Selbstversetzung, ensayos 2006
- Ein Freund der Regierung, relato breve
- Schweigeminute, novela, 2008

## Premios
- 1961, Premio cultural de la Prusia oriental
- 1961, Premio Gerhart-Hauptmann
- 1962, Premio de Literatura de Bremen
- 1970, Premio Lessing-Ring
- 1976, Doctorado Honorario Universidad de Hamburgo[17]
- 1979, Premio Andreas Gryphius
- 1984, Premio Thomas Mann
- 1985, Premio Manès Sperber
- 1987, Premio Wilhelm Raabe
- 1988, Premio de la Paz del Comercio Librero Alemán[18]
- 1989, Premio Heinz-Galinski
- 1995, Premio Jean Paul
- 1997, Premio Hermann-Sinsheimer
- 1998, Premio Samuel-Bogumil-Linde
- 1999, Premio Goethe[12]
- 2001, Profesor Honorario Univ. de Hamburgo
- 2001, Premio de Literatura Weilheimer
- 2002, Premio Corine – International Book Prize
- 2002, Profesor Honorario Universidad de Erlangen-Núremberg
- 2002, Premio Johann Wolfgang von Goethe
- 2003, Profesorado Heinrich Heine Universidad de Düsseldorf
- 2004, Premio de Literatura Hannelore-Greve
- 2004, Premio Ehrenbürger Schleswig-Holsteins[19]
- 2005, Premio Fundación Hermann Ehlers
- 2006, Premio Pluma de Oro por su incomparable obra literaria
- 2009, Premio Lew Kopelew
- 2010, Premio Nonino.[15]
- 2011, Ciudadano Honorario de su ciudad natal polaca de Elk (antes Lyck)[20]

## Literatura
- Winfried Baßmann. Siegfried Lenz. Sein Werk als Beispiel für Weg und Standort der Literatur in der Bundesrepublik Deutschland. Bouvier, Bonn 1976, ISBN 3-416-01271-2 (= Ensayos sobre el arte, la música y la literatura 222)

- Hans-Jürgen Greif. Zum modernen Drama: Martin Walser, Wolfgang Bauer, Rainer Werner Fassbinder, Siegfried Lenz, Wolfgang Hildesheimer. 2ª ed. Bouvier, Bonn 1975, ISBN 3-416-00936-3 (= Estudios de Alemán, Inglés y Literatura Comparada 25)

- Rachel J. Halverson. Historiography and fiction. Sigfried Lenz and the „Historikerstreit“. Lang, New York u. a. 1990 (= German life and civilization; 8)

- Ming-fong Kuo. Das Romanwerk von Siegfried Lenz unter besonderer Berücksichtigung des Romans Das Vorbild. Lang, Frankfurt am Main u. a. 1991, ISBN 3-631-40857-9 (= Europäische Hochschulschriften; Reihe 1; 1223)

- Heinz Ludwig Arnold (ed.) Siegfried Lenz. Ed. Text u. Kritik, Múnich 1976, ISBN 3-921402-33-6 (= Text + Kritik; 52)

- Rudolf Wolff (ed.) Siegfried Lenz. Werk und Wirkung. Bouvier, Bonn 1985, ISBN 3-416-01825-7 (= Sammlung Profile; 15)

- Corinna Schlicht (ed.) Anmerkungen zu Siegfried Lenz. Laufen, Oberhausen 1998, ISBN 3-87468-150-5 (= Autoren im Kontext – Duisburger Studienbögen; 2)

- Felicia Letsch. Auseinandersetzung mit der Vergangenheit als Moment der Gegenwartskritik. Die Romane „Billard um halb zehn“ de Heinrich Böll, „Hundejahre“ von Günter Grass, „Der Tod in Rom“ von Wolfgang Koeppen und „Deutschstunde“ von Siegfried Lenz. Pahl-Rugenstein, Köln 1982, ISBN 3-7609-5118-X (= Pahl-Rugenstein Hochschulschriften; 118; Ser. Literatur und Geschichte)

- Jörg Magenau. Schmidt - Lenz. Geschichte einer Freundschaft. Hoffmann und Campe, Hamburg 2014, ISBN 978-3-455-50314-2

- Erich Maletzke. Siegfried Lenz. Eine biographische Annäherung. 2ª. ed. Zu Klampen, Springe 2006, ISBN 3-934920-88-8

- Dorothée Merchiers. Le réalisme de Siegfried Lenz. Lang, Bern u. a. 2000, ISBN 3-906758-81-8 (= Publications universitaires européennes; Ser. 1, Lengua y literatura alemanes; 1770)

- Hagen Meyerhoff. Die Figur des Alten im Werk von Siegfried Lenz. Lanf, Frankfurt am Main u. a. 1979, ISBN 3-8204-6645-2 (= Europäische Hochschulschriften; Reihe 1; 327)

- Hartmut Pätzold. Theorie und Praxis moderner Schreibweisen. Am Beispiel von Siegfried Lenz und Helmut Heissenbüttel. Bouvier, Bonn 1976, ISBN 3-416-01258-5 (= Literatur und Wirklichkeit; 15)

- Elfie Poulain. La recherche de l’identité sociale dans l’œuvre de Siegfried Lenz. Analyse de pragmatique romanesque. Lang, Bern u. a. 1996, ISBN 3-906754-68-5 (= Collection contacts; Sér. 3, Études et documents; 37)

- Trudis E. Reber. Siegfried Lenz. 3ª ed. Coloquio, Berlín 1986, ISBN 3-7678-0678-9 (= Köpfe des 20. Jahrhunderts; 74)

- Nikolaus Reiter. Wertstrukturen im erzählerischen Werk von Siegfried Lenz. Lang, Frankfurt am Main u. a. 1982, ISBN 3-8204-7262-2 (= Europäische Hochschulschriften; Reihe 1; 560)

- Irene Schlör. Pubertät und Poesie. Das Problem der Erziehung in den literarischen Beispielen von Wedekind, Musil und Siegfried Lenz. Wisslit, Konstanz 1992, ISBN 3-89038-821-3 (Zugleich tesis Universidad de Estambul, 1991)

- Werner Schwan. „Ich bin doch kein Unmensch“. Kriegs- und Nachkriegszeit im deutschen Roman. Grass, Blechtrommel – Lenz, Deutschstunde – Böll, Gruppenbild mit Dame – Meckel, Suchbild. Rombach, Freiburg im Breisgau 1990, ISBN 3-7930-9062-0

- Hans Wagener. Siegfried Lenz. Edition Text und Kritik, Múnich 1979, ISBN 3-406-04152-3

- Wolfgang Beutin. „Deutschstunde“ von Siegfried Lenz. Eine Kritik. Mit einem Anhang: Vorschule der Schriftstellerei. Ed. Hartmut Lüdke, Hamburgo 1970. (Die „Vorschule“ beschäftigt sich mit W. E. Süskinds Vom ABC zum Sprachkunstwerk)

- Wolfgang Beutin. Siegfried Lenz. In: Preisgekrönte. Peter Lang, Frankfurt am Main 2012, ISBN 978-3-631-63297-0, S. 227–274

- Marcel Reich-Ranicki: Mein Freund Siegfried Lenz. In: FAZ, 17 de marzo de 2006

- Fritz J. Raddatz. Ich lehne mich auf, darum bin ich. In: Die Zeit, 16 de marzo de 2006, N.º 12

## Filme
- Siegfried Lenz – Schriftsteller und Menschenfreund. Documental, Alemania, 2011, 43:40 min, Buch und Regie: Adrian Stangl, Producción: arte, NDR, Reihe: Mein Leben, estreno: 21 de marzo de 2011